# Irula
Irula, dravidski narod nastanjen u sjevernim distriktima Tamil Nadua na jugoistoku Indije, napose u džunglama nedaleko od grada Madrasa. Svojim jezikom Irule su najsrodniji narodima Tamil i Kanarese. 
Irule su narod koji se proslavio po poznavanju zmija i smatraju se najboljim poznavaocima zmija na svijetu. 
Irule žive od poljoprivrede, i većina hrane potječe iz njihovih vrtova. Tijekom britanske kolonizacije među njima se raširila plantažna agrikultura. Ekonomija im je izvorno temeljena na sakupljanju divlje hrane i lova na sitniju divljač. Riža zauzela središnje mjesto ali se među izoliranim skupinama još očuvala obrada tla po principu posijeci-i-spali, tipično kulturi kišnih šuma. Dio džungle predviđen za vrtove bi se posjekao i zapalio, kako bi se tlo obogatilo hranjivijim sastojcima. Nakon dvije do tri godine, cijela bi se zajednica morala preseliti dalje zbog iscrpljenosti tla, i provesti isti postupak. Treba napomenuti i to da Irule jedu gotovo sve što se da pojesti, izuzetak su govedina i bufalo (vodeni bivol), a posebna delicija je gušter viruga.
Kuće Irula tvore malena naselja poznata kao motta, smještena poglavito na brdskim područjima, okružena poljima, vrtovima, plantažama ili šumom. Tipična kuća je jednosobna, zemljanog poda, u novije vrijeme kamenih zidova, prekrivene limom. Ljudi spavaju na hasurama, koje preko dana stoje namotane po kutovima, a prije ulaska u kuću uvijek peru svoja stopala. 
Društvo Irula je jednostavno i demokratsko, s organizacijom po klanovima koji se nasljeđuju po muškoj liniji. Svoju tradicionalnu odjeću više ne nose, ali se još očuvalo tetoviranje, napose po čelu. Od glazbenih instrumenata poznaju flautu i bubanj. 

## Vanjske poveznice
- The lrula tribal snake...  Arhivirana inačica izvorne stranice od 6. listopada 2006. (Wayback Machine)
- India Snake Hunters Find Antidote to Joblessness
- Lengua Irula
- TRIBES OF INDIA: Badaga, Irula, Kurumba (slike)  Arhivirana inačica izvorne stranice od 12. listopada 2006. (Wayback Machine)
- Irulas